# Gábor Dobos
Gábor Dobos, född 21 februari 1976
, är en ungersk friidrottare som tävlat på elitnivå i kortdistanslöpning.
Dobos ingick i det ungerska stafettlaget över 4 x 100 meter som nådde finalen i VM 1999 och tog sig individuellt till final på 60 meter vid Inomhus-VM 2003. Det blev dock inte medalj vid något av tillfällena. Han blev ungersk mästare på 100 meter vid fem tillfällen under perioden 1997–2005 och på 4 x 100 meter vid två tillfällen, 1996 och 1997. Vid Ungerska mästerskapen inomhus vann han guldmedalj på 60 meter vid tre tillfällen.
I samband med en tävling den 27 maj 2006 testades Gábor Dobos positivt för dopning och stängdes av på livstid av det ungerska friidrottsförbundet. Han hade tidigare varit avstängd mellan 2000 och 2002.

## Personliga rekord
| Disciplin             | Rekord                    | Datum      |
| --------------------- | ------------------------- | ---------- |
| 60 meter              | 6,56 s. (Ungerskt rekord) | 1999-01-16 |
| 100 meter             | 10,17 s.                  | 1999-07-03 |
| 150 meter             | 15,27 s.                  | 1999-09-03 |
| 200 meter             | 20,67 s.                  | 1999-06-27 |
| 200 meter inomhus     | 21,32 s.                  | 1998-02-06 |
| 4 × 100 meter         | 38,71 s.                  | 1999-08-28 |
| 4 × 200 meter inomhus | 1.25,53 (Ungerskt rekord) | 1999-08-28 |